# 현화중학교
현화중학교(玄化中學校)는 대한민국 경기도 평택시 안중읍 현화리에 있는 공립 중학교이다.

## 학교 연혁
- 1999년 1월 15일 : 현화중학교 설립인가 (24학급)
- 2000년 3월 1일 : 초대 김광래 교장 취임
- 2000년 3월 2일 : 제1회 신입생 입학 (3학급 99명)
- 2021년 3월 1일 : 제7대 오종영 교장 취임
- 2023년 1월 6일 : 제21회 졸업식 (277명, 누계 4,834명)
- 2023년 3월 2일 : 신입생 입학 (8학급 211명)

## 참고 자료
- 현화중학교 - 한국교육학술정보원 학교알리미